# Rally de la Media Noche de 2013
El 47 Rally de la Media Noche fue la cuarta fecha de la temporada 2013 del Campeonato Mexicano de Rally. Se llevó a cabo los días 2 y 3 de agosto, en la ciudad de Querétaro y se corrió sobre asfalto. Tuvo un recorrido total de 501,7 km, de los cuales 130,28 kilómetros fueron cronometrados y divididos en doce tramos.
La prueba comenzó siendo dominada por Ricardo Cordero Jr, del equipo MH Racing, quien ganó los tres primeros tramos cronometrados; sin embargo, a partir del cuarto tuvo que alternar los triunfos por tramos con Emilio Velázquez y con Francisco Name, quien ganó el décimo. Emilio Velázquez ganó la mitad de los tramos, aunque no pudo tomar el liderato del rally, que Cordero mantuvo a lo largo de toda la prueba. Name obtuvo el tercer lugar de la prueba.

## Itinerario
| Día             | Tramo | Nombre                  | Distancia | Hora  | Ganador              | Tiempo  | Veloc. media | Líder rally         |
| --------------- | ----- | ----------------------- | --------- | ----- | -------------------- | ------- | ------------ | ------------------- |
| Día 1 viernes 2 | TC1   | Bernal - Tolimán 1      | 8,44 km   | 23:25 | Ricardo Cordero Jr.  | 04:17.1 | 118.22 kp/h  | Ricardo Cordero Jr. |
| Día 1 viernes 2 | TC2   | Tolimán - Higuerillas 1 | 13,98 km  | 23:47 | Ricardo Cordero Jr.  | 07:25.2 | 113.09 kp/h  | Ricardo Cordero Jr. |
| Día 2 sábado 3  | TC3   | Jalpan - La Culata 1    | 10,13 km  | 00:11 | Ricardo Cordero Jr.  | 05:28.4 | 111.18 kp/h  | Ricardo Cordero Jr. |
| Día 2 sábado 3  | TC4   | Bernal - Tolimán 1      | 8,44 km   | 02:06 | Emilio Velázquez     | 04:18.1 | 117.76 kp/h  | Ricardo Cordero Jr. |
| Día 2 sábado 3  | TC5   | Tolimán - Higuerillas 1 | 13,98 km  | 02:28 | Ricardo Cordero Jr.  | 07:24.8 | 113.09 kp/h  | Ricardo Cordero Jr. |
| Día 2 sábado 3  | TC6   | Jalpan - La Culata 1    | 10,13 km  | 02:56 | Emilio Velázquez     | 05:28.7 | 110.84 kp/h  | Ricardo Cordero Jr. |
| Día 2 sábado 3  | TC7   | La Culata - Jalpan 1    | 10,14 km  | 05:10 | Ricardo Cordero Jr.  | 05:22.9 | 113.05 kp/h  | Ricardo Cordero Jr. |
| Día 2 sábado 3  | TC8   | Higuerillas - Tolimán 1 | 14,00 km  | 05:33 | Emilio Velázquez     | 07:51.5 | 114.65 kp/h  | Ricardo Cordero Jr. |
| Día 2 sábado 3  | TC9   | Tolimán - Bernal 1      | 8,45 km   | 06:01 | Emilio Velázquez     | 04:22.1 | 116.10 kp/h  | Ricardo Cordero Jr. |
| Día 2 sábado 3  | TC10  | La Culata - Jalpan 1    | 10,14 km  | 07:49 | Francisco Name Guzzi | 05:19.4 | 114.43 kp/h  | Ricardo Cordero Jr. |
| Día 2 sábado 3  | TC11  | Higuerillas - Tolimán 1 | 14,00 km  | 08:12 | Emilio Velázquez     | 07:32.0 | 111.5 kp/h   | Ricardo Cordero Jr. |
| Día 2 sábado 3  | TC12  | Tolimán - Bernal 1      | 8,45 km   | 08:40 | Emilio Velázquez     | 04:11.7 | 120.71 kp/h  | Ricardo Cordero Jr. |
| Fuentes         |       |                         |           |       |                      |         |              |                     |

## Clasificación final
| Pos.    | Piloto               | Copiloto           | Automóvil                | Tiempo     | Diferencia | Vel. media  | Puntos |
| ------- | -------------------- | ------------------ | ------------------------ | ---------- | ---------- | ----------- | ------ |
| 1.      | Ricardo Cordero Jr.  | Marco Hernández    | Mitsubishi Lancer Evo IX | 1:09:35.3  | -          | 113.20 kp/h | 21     |
| 2.      | Emilio Velázquez     | Javier Marín C.    | Mitsubishi Lancer Evo IX | 01:09:40.3 | +00:05.0   | 113.06 kp/h | 27     |
| 3.      | Francisco Name Guzzi | Armando Zapata     | Mitsubishi Lancer Evo IX | 01:11:37.4 | +02:02.1   | 109.98 kp/h | 11     |
| 4.      | Víctor Pérez Couto   | Gabriel Marín Jr.  | Mitsubishi Lancer DE     | 01:15:07.1 | +05:31.8   | 104.86 kp/h | -      |
| 5.      | Roberto Morante      | Fernando Calatayud | Mitsubishi Lancer Evo IX | 1:16:22.5  | +06:47.2   | 103.12 kp/h | -      |
| 6.      | Jorge González       | Adrián Carmona     | Mitsubishi Lancer DE     | 01:19:03.5 | +09:28.2   | 99.64 kp/h  | -      |
| 7.      | Gastón Fernández     | Jaime Zapata       | Mitsubishi Lancer DE     | 01:19:07.5 | +09:32.2   | 99.55 kp/h  | 8      |
| 8.      | Jorge Almada         | Jaime Lozano       | Mitsubishi Lancer DE     | 01:22:41.2 | +13:05.9   | 95.26 kp/h  | 6      |
| 9.      | Christian Skertchly  | Jorge L. Rivero    | Mitsubishi Lancer DE     | 01:23:45.0 | +14:09.7   | 94.05 kp/h  | 4      |
| 10.     | Gustavo Sánchez      | Alonso López       | Ford Fiesta ST           | 01:24:02.5 | +14:27.2   | 93.73 kp/h  | -      |
| Fuentes |                      |                    |                          |            |            |             |        |

| Predecesor: 24 Horas 2013 | México 2013 | Sucesor: Sierra Juárez 2013 |